# الخروج من الحمام (لوحة)

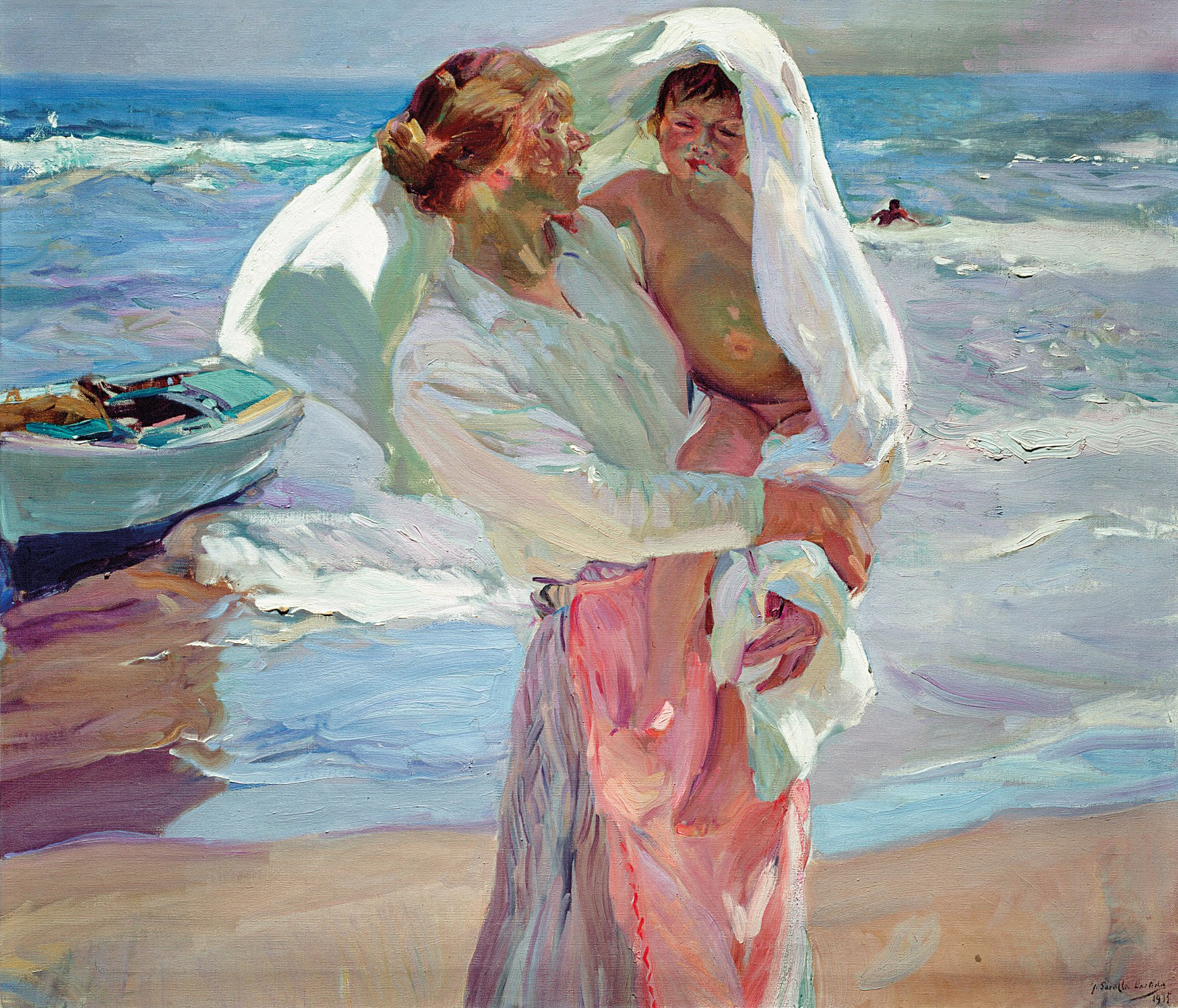

الخروج من الحمام هي لوحة زيتيّة رسمها الفنان الإسباني خواكين سورويا على قُماش ذو بعد 130 × 150,50 سم. يعودُ تاريخ اللوحة لعام 1915 وتُوجدُ اليوم في متحف سورويا في العاصِمة الإسبانيّة مدريد.

## التاريخ
رُسمت اللوحة في يونيو من عام 1915 في مدينة فالنسيا حينما كانَ سورويا يجوبُ دولة أمريكا ويعود لموطنهِ إسبانيا. تُعد هذه اللوحة جزءًا من سلسلة من اللوحات البارزة للفنّان مثل لوحة الفتاة في الماء والتي رسمها في نفس السنة.
موضوع الخروج من الحمّام هو موضوع متكرر في أعمال سورويا حيثُ أنتجَ عددًا كبيرًا من هذه اللوحات التي تتطرق لذات الموضوع بالذات وقد لقيت لوحاته هذه في بعض الأحيان استقبالًا واستِحسانًا من قِبل الجمهور.
عُرضت هذه اللوحة في عدة مناسبات:
- معرض الفن الإسباني المعاصر في باريس عام 1919
- معرض لوحات سورويا في الأكاديمية الملكية للفنون الجميلة في سان فرناندو بمدريد عام 1924.
- معرض اللوحات الإسبانية اللوحة في الأكاديمية الملكية للفنون عام 1920.

في عام 1929؛ وبعدَ وفاة سورويا حصلت زوجته كلوتيلد على تراثه بما في ذلك عدد كبير من لوحاته التي حصلَ عليها متحف سورويا فيما بعد فيما لا زالت متاحف أخرى تحتفظُ بعددٍ لا بأس به من أعمال الفنّان.

## التفاصيل الوصف
في المقدمة والاحتلال تماما تقريبا تكوين يظهر امرأة تقريبا في الجسم كله، التي تحمل في ذراعيها طفلا مؤخرا من الماء ملفوفة في منشفة بيضاء. في خلفية اللوحة هو على وجه الحصر تقريبا المحتلة عن طريق البحر، خارج شريط صغير من السماء في الأعلى، وقطعة من الشاطئ في الجزء السفلي. ظلال زرقاء بيضاء الهيمنة. تم تطبيقها مع فرشاة على الأرض، رشيقة وخفيفة التي تثير واضحة ضوء الصباح في فالنسيا.